# Ofuscamento
Ofuscamento Faz com que você fique "cego" ao olhar diretamente para luz que vem a sua direção .É o resultado de luz indesejada no campo visual, e geralmente é causado pela presença de uma ou mais fontes luminosas excessivamente brilhantes. Causa desconforto, redução da capacidade ou ambos.
Segundo a Associação Brasileira de Normas Técnicas (ABNT), o ofuscamento pode ser dividido nas seguintes categorias:
- Ofuscamento direto, devido a uma fonte luminosa situada na mesma ou aproximadamente na mesma direção do objeto observado;
- Ofuscamento indireto, devido a uma fonte luminosa situada numa direção diferente daquela do objeto observado;
- Ofuscamento por reflexão, produzido por reflexões especulares provenientes de fontes luminosas, especialmente quando as imagens refletidas aparecem na mesma ou aproximadamente na mesma direção do objeto observado.

O ofuscamento pode apenas causar desconforto visual, sem necessariamente enfraquecer a visão dos objetos (ofuscamento perturbador) ou enfraquecer a visão dos objetos, sem necessariamente causar desconforto (ofuscamento inibidor).
As sensações de desconforto podem ser distintas:
- Ofuscamento inibidor – ocorre quando uma determinada fonte luminosa interfere com a habilidade de uma pessoa desempenhar uma tarefa, tendo impacto significativo quando está presente. Segundo ROBBINS, "Esse tipo de ofuscamento depende do tamanho da abertura, do brilho da fonte luminosa vista pela abertura, da distância do olho para a abertura, e da localização da abertura em respeito ao campo visual." Um exemplo de ofuscamento inibidor é a imagem de uma janela ou luminária refletida no monitor de um computador, impossibilitando a visão da imagem renderizada.
- Ofuscamento perturbador – o desconforto resultante causado por luz muito contrastante com o fundo, sem entretanto afetar a habilidade de desenvolver uma atividade visual. Segundo ROBBINS, "Ofuscamento perturbador inclui as sensações de distração, distúrbio e deslumbramento. […] [A sensação de] ofuscamento perturbador parece ser composta de dois efeitos separados. Um é o efeito de contraste produzido quando uma fonte luminosa ofuscante pode ser de brilho apenas moderado — como um flash nos olhos de uma pessoa num cômodo escuro. O segundo é o efeito de saturação produzida quando parte ou toda a superfície da retina do olho é estimulada de maneira tal que a resposta máxima da retina ocorre. O olho humano só pode manter essa resposta por intervalos de tempo muito pequenos antes de ocorrer a fadiga química."

Genericamente, os olhos se adaptam melhor a uma fonte luminosa grande, que ocupa uma parte maior do campo de visão; há menor sensação de ofuscamento associada. Isso se deve, entre outros fatores, por haver uma mudança na variação de contraste entre figura e fundo. Assim, uma abertura grande de luz natural pode provocar menos ofuscamento que uma pequena.